# La Neuville-sur-Ressons
La Neuville-sur-Ressons is een gemeente in het Franse departement Oise (regio Hauts-de-France) en telt 175 inwoners (1999). De plaats maakt deel uit van het arrondissement Compiègne.

## Geografie
De oppervlakte van La Neuville-sur-Ressons bedraagt 2,7 km², de bevolkingsdichtheid is 64,8 inwoners per km².
De onderstaande kaart toont de ligging van La Neuville-sur-Ressons met de belangrijkste infrastructuur en aangrenzende gemeenten.

## Demografie
Onderstaande figuur toont het verloop van het inwonertal (bron: INSEE-tellingen).

1. ↑  Populations de référence 2022.